# Харбино
Харбино (на гръцки: Πτελεώνας, Птелеонас, катаревуса: Πτελεών, Птелеон, до 1927 година Χαρμπίνας, Харбинас или Χαρμπίνη, Харбини на турски: Arabina, Арабина) е село в Егейска Македония, Гърция, в дем Еордея на област Западна Македония.

## География
Селото е разположено на 15 km югоизточно от Кайляри (Птолемаида) в западното подножие на Каракамен (Вермио).

## История

### В Османската империя
В края на XIX век Харбино е турски чифлик. В „Етнография на вилаетите Адрианопол, Монастир и Салоника“, издадена в Константинопол в 1878 година и отразяваща статистиката на населението от 1873 година, Арбина (Arbina) е посочено като село в каза Джумали с 12 домакинства и 28 жители мюсюлмани.
В 1889 година Стефан Веркович („Топографическо-этнографическій очеркъ Македоніи“) пише за Харбино:
| „ | На юг от тук на 1 час разстояние на хълм е разположено мохамеданското село Хардина с 38 къщи и 85 нуфузи, от които се взима 3900 пиастри данък и 3500 - 4200 пиастри десятък. Жителите се занимават със земеделие и скотовъдство. В селото има недостатък на вода и дърва. | “ |

Според статистиката на Васил Кънчов („Македония. Етнография и статистика“) в 1900 година Арбино има 300 жители турци.
На Етнографската карта на Битолския вилает на Картографския институт в София от 1901 година Хербина е чисто турско село в Кайлярската каза на Серфидженския санджак с 58 къщи.
Според статистика на Серфидженския санджак на гръцкото консулство в Еласона от 1904 година в Арбино (Άρμπινο), Кайлярска каза, живеят 300 турци.

### В Гърция
През Балканската война в 1912 година в селото влизат гръцки части и след Междусъюзническата в 1913 година остава в Гърция. Турското население на Харбино се изселва в Турция и на негово място през 20-те години са настанени понтийски гърци бежанци от Турция. В 1927 година селото е прекръстено на Птелеон. В 1928 година селото е бежанско със 78 семейства и 322 души бежанци.
Населението традиционно произвежда жито, картофи и грозде и се занимава частично и със скотовъдство.
| Име        | Име         | Ново име      | Ново име      | Описание                                |
| ---------- | ----------- | ------------- | ------------- | --------------------------------------- |
| Джан Карач | Τζάν Καράτς | Воскес        | Βοσκές        | местност ЮЗ от Харбино и на СИ от Коман |
| Коджа Кър  | Κότζα Κάρ   | Мегало Ливади | Μεγάλο Λιβάδι | местност на Ю от Харбино                |

| Година    | 1913 | 1920 | 1928 | 1940 | 1951 | 1961 | 1971 | 1981 | 1991 | 2001 | 2011 | 2021 |
| --------- | ---- | ---- | ---- | ---- | ---- | ---- | ---- | ---- | ---- | ---- | ---- | ---- |
| Население | 351  | 443  | 184  | 267  | 238  | 286  | 183  | 127  | 115  | 113  | 36   | 17   |